# Aleuta
L'aleuta (en llengua aleutiana: Unangam tunuu) és una llengua de les família esquimoaleuta. És la llengua del poble aleuta, que viu a les illes Aleutianes, Pribilof i del Comandant. El 1995 hi havia 305 parlants d'aleuta.

## Dialectes
L'aleuta es troba sol juntament amb les llengües esquimals (yupik i inuit) en el grup esquimoaleuta. Els dos principals grups de dialectes són l'aleuta oriental i l'atkan. Dins del grup oriental es troben els dialectes unalaska, belkofski, akutan, el de les Illes Pribilof, Kashega i Nikolski. Dins del grup atkan es troben els dialectes d'Attu, l'illa de Bering i l'illa de Copper (o Medni).

## Gramàtica
L'aleuta (unangan tunuu), unit al grup lingüístic esquimoaleuta, té una morfologia opaca i confusa. Amb anterioritat s'havia cregut que era un idioma ergatiu, encara que la investigació que desenvolupa la Universitat d'Alaska, a Fairbanks (Alaska) ha demostrat que, si bé manté relació amb els seus cosins eskimo/inutktitu, l'aleuta ha trencat l'ergativitat del grup lingüístic avantpassat comú. En canvi, l'estil polisintètic de l'aleuta mostra influència de les llengües àrtiques i siberianes locals. (vegeu Berge et al, 2005)